# الفروع الشدقية للعصب الوجهي
الأفرع الشدقية للعصب الوجهي (بالإنجليزية: Buccal branches of the facial nerve) (أفرع تحت الحجاجي)، حجمها أكبر من باقي الفروع، تمر أفقيًا للأمام لتتوزع تحت الحجاج وحول الفم.

## الأفرع
الأفرع السطحية تكون تحت الجلد فوق العضلات السطحية للوجه، والتي تغذيها. البعض منها يتوزع إلى العضلة الطويلة (Procerus)، تتصل عند الزاوية الإنسية للحجاج مع الفرعين تحت البكري والأنفي الهدبي للعصب العيني.
الأفرع العميقة تمر تحت العضلة الوجنية الكبيرة والعضلة الرافعة للشفة العلوية، لتغذيها وتكون الضفيرة تحت الحجاجية مع فرع تحت الحجاج من العصب الفكي العلوي. هذه الأفرع تغذي أيضًا العضلات الصغيرة للأنف.
الأفرع العميقة السفلية تغذي العضلة المبوقة وعضلة الفم الدائرية، وتتصل بخيوط من الفرع الشدقي للعصب الفكي السفلي.

## عضلات الوجه التعبيرية
العصب الوجهي يغذي عضلات الوجه التعبيرية. الفرع الوجني يغذي هذه العضلات 
| العضلة                                   | عملها                          |
| ---------------------------------------- | ------------------------------ |
| عضلة ضحكية                               | بسمة متكلفة                    |
| عضلة مبوقة                               | يساعد في المضغ بتسطيح الوجنتين |
| عضلة رافعة للشفة العلوية                 | ترفع الشفة العلوية             |
| العضلة الرافعة للشفة العلوية وجناح الأنف | الصر على الأسنان               |
| عضلة رافعة لزاوية الفم                   | ابتسامة ناعمة                  |
| عضلة أنفية                               | توسيع فتحة الأنف               |
| عضلة الفم الدائرية                       | زم الشفاه                      |
| العضلات الخافضة لجناح الأنف              | يخفض حاجز الأنف                |
| العضلة الطويلة                           | تحريك جلد الجبهة               |

## صور إضافية

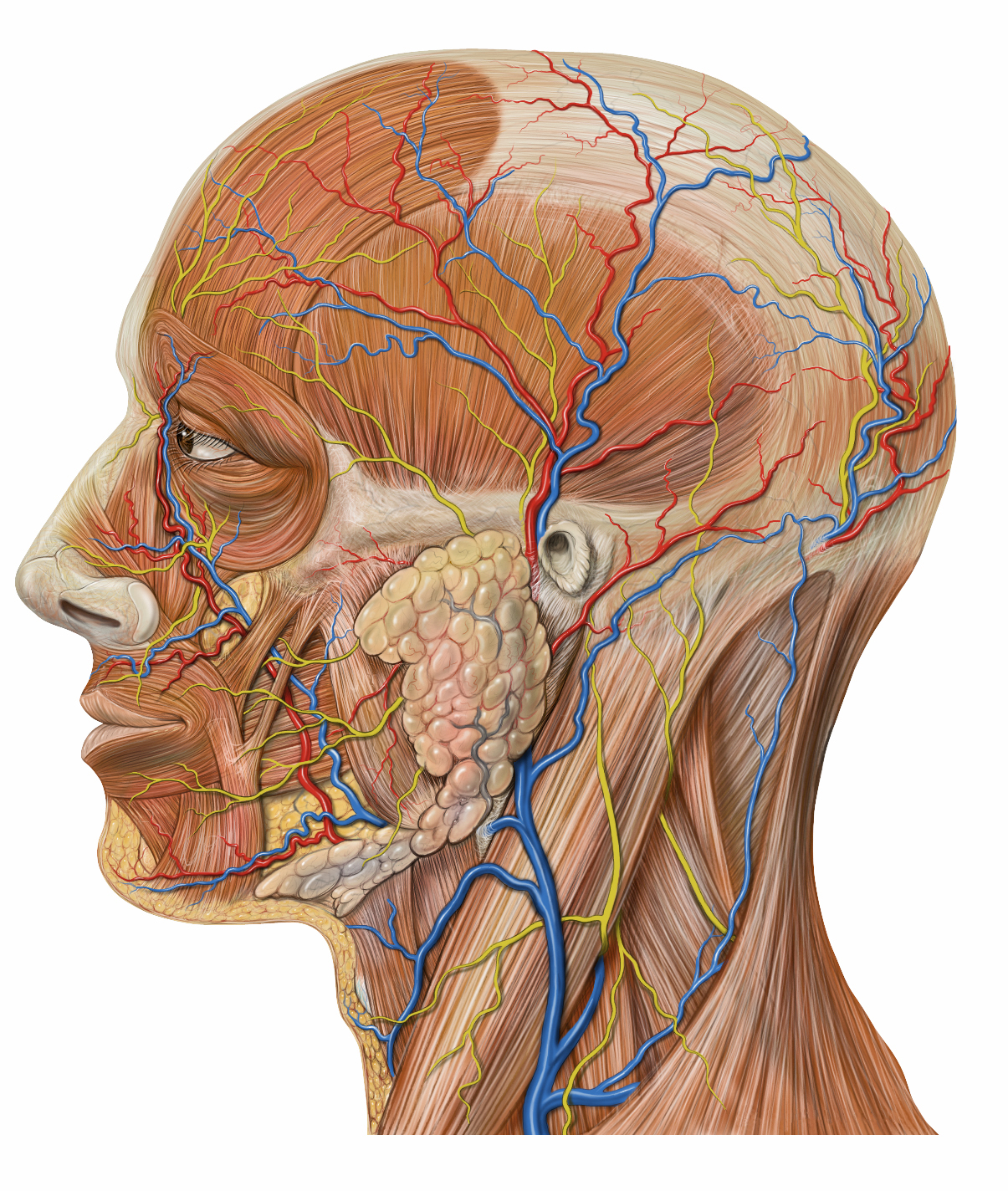
بيانات تشريح جانب الوجه
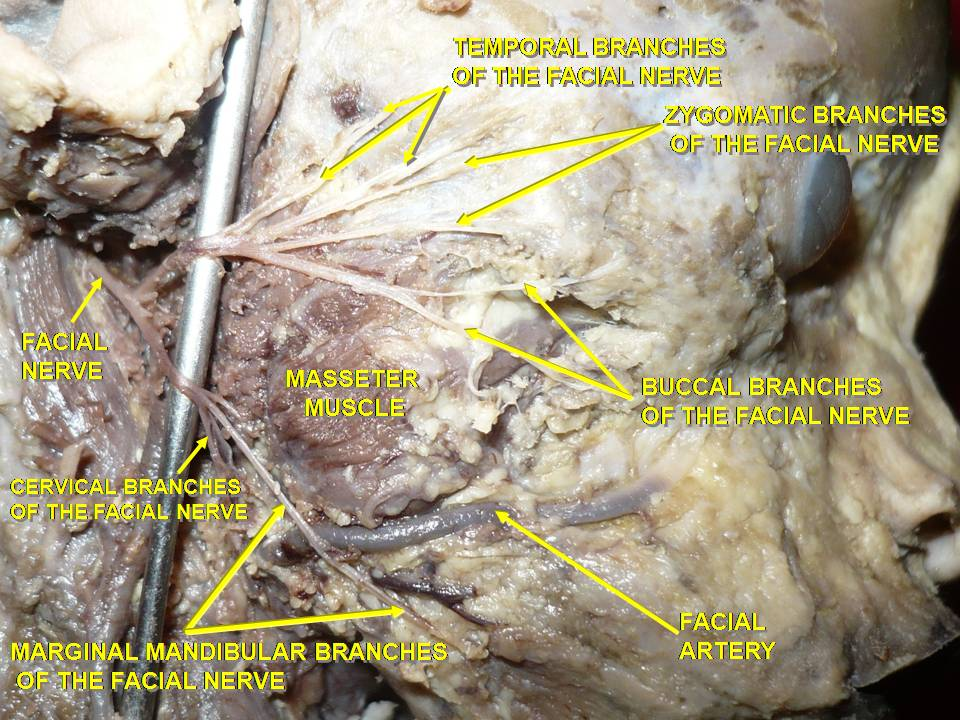
بيانات تشريح جانب الوجه. تشريح حديثي الولادة.

## الوصلات الخارجية
- صور تشريحية:23:06-0104 في مركز داونستيت الطبي التابع لجامعة نيويورك - "Branches of Facial Nerve (CN VII)"
- درسٌ تشريحي حول lesson4 مُعدٌ بواسطة ويسلي نورمان (جامعة جورجتاون). (parotid3)
- درسٌ تشريحي حول cranialnerves مُعدٌ بواسطة ويسلي نورمان (جامعة جورجتاون). (VII)
- http://www.dartmouth.edu/~humananatomy/figures/chapter_47/47-5.HTM

1. ↑  نموذج تأسيسي في التشريح، QID:Q1406710